# Michal Václavík
Michal Václavík (* 14. ledna 1985, Vsetín) je český popularizátor kosmonautiky, propagátor výzkumu v mikrogravitaci, vysokoškolský pedagog a amatérský astronom.
Studoval na Fakultě elektrotechnické Českého vysokého učení technického v Praze a nyní pracuje v České kosmické kanceláři (Czech Space Office - CSO). Od roku 2009 byl poradcem a od roku 2013 do současnosti je hlavním delegátem České republiky v programové radě Evropské kosmické agentury pro pilotované lety, výzkum v mikrogravitaci a průzkum sluneční soustavy. Od roku 2013 je pak členem Evropské asociace pro výzkum v podmínkách nízké gravitace (ELGRA). Desetiletí navštěvuje Hvězdárnu Vsetín, kde se od roku 2001 aktivně zapojuje do odborné a popularizační činnosti. Nyní na hvězdárně působí jako externí pracovník.
Stěžejní část jeho díla tvoří převážně články a přednášky propagující kosmonautiku a kosmický výzkum. Rozhovory poskytuje zejména pro Českou televizi a Český rozhlas. Jeho články můžeme nalézt na portálu kosmo.cz, webu České astronomické společnosti astro.cz a samozřejmě domácí vsetínské hvězdárny. V roce 2008 začal vycházet na Českém rozhlasu Leonardo 26dílný seriál o nejvýznamnějších meziplanetárních sondách, jehož autorem je Michal Václavík. Od roku 2018 se jako scenárista a odborný poradce podílí na pořadu Vesmírná technika vydávaném MALL.TV.
Mezi jeho další aktivity patří spolupráce na vysokoškolské výuce předmětů Základy kosmonautiky, Kosmické systémy, Kosmický prostor a Nosiče a družice na Ústavu letadlové techniky Fakulty strojní Českého vysokého učení technického v Praze. Dále spolupracuje na největší české kosmonautické encyklopedii SPACE 40, kterou založil a spravoval přední český odborník na kosmonautiku Antonín Vítek. V současné době působí ve Výkonném výboru Kosmo Klubu, jehož je zakládajícím členem, a od roku 2018 zastává funkci předsedy sdružení.

## Dílo
- Seznam děl v Souborném katalogu ČR, jejichž autorem nebo tématem je Michal Václavík
- VÁCLAVÍK, Michal a KOLÁŘ, Jan. Návrh účasti ČR v ESA: analýza stavu a výhledu zapojení České republiky do volitelných programů Evropské kosmické agentury k roku 2012. Vyd. 1. Praha: Česká kosmická kancelář, 2012. 34 s. ISBN 978-80-904163-8-3.
- VÁCLAVÍK, Michal a kol. Návrh účasti ČR v ESA: analýza stavu a výhledu zapojení České republiky do volitelných programů Evropské kosmické agentury k roku 2014. Vyd. 1. Praha: Česká kosmická kancelář, 2014. 43 s. ISBN 978-80-904163-9-0.